# Eisten (Blatten)
Eisten ist ein Weiler in der Gemeinde Blatten im Lötschental im Schweizer Kanton Wallis. 
Eisten ist die letzte ganzjährig bewohnte Siedlung zuhinterst im Lötschental und befand sich auf Sichtdistanz mit dem verschütteten Gemeindehauptort Blatten. Der Weiler liegt auf zwei kleinen Terrassen am nach Süden abfallenden Talhang, zwanzig bis fünfzig Meter über der Lonza. Er gruppiert sich um eine dem Heiligen Wendelin geweihte, 1677 erbaute Kapelle.

## Geschichte
Eisten war ursprünglich eine eigene Burgschaft und schloss sich vor 1730 der Burgergemeinde Blatten an.
Beim Bergsturz von Blatten am 28. Mai 2025 blieb Eisten unversehrt. Die Zufahrtsstrasse vom Tal nach Eisten wurde jedoch zerstört. Nach dem Bergsturz wurde mit dem Bau einer provisorischen, mit Geländefahrzeugen befahrbaren Naturstrasse von der Weritzalpstrasse über Netzbord hinab nach Weissenried begonnen.  Diese ist bis Weissenried fertiggestellt. Eine Weiterführung nach Eisten ist geplant. Sie soll zuverlässig und von Helikoptern unabhängig als Rettungsweg sowie als Zubringer- und Zufuhrstrasse zum Materialtransport für die Wiederherstellung der Strom- und Wasserversorgung dienen.